# Tschechische Fußballnationalmannschaft/Olympische Spiele
Die tschechische Nationalmannschaft hatte ihr Debüt nach der Auflösung der Tschechoslowakei auf der olympischen Bühne bei den Spielen im Jahr 2000. Seitdem nahm bislang noch keine weitere Mannschaft an einem olympischen Turnier teil.

## Ergebnisse bei den Olympischen Spielen

### Vor 2000
Nach der Gründung der U-21-Mannschaft gelang es dieser bereits bei der ersten Teilnahme an der Ausgabe 1996 der U-21-Europameisterschaft das Viertelfinale zu erreichen.

### 2000
Bei der U-21-Europameisterschaft 2000 gelang der Einzug ins Finalspiel, auch wenn dies mit 1:2 gegen Italien verloren ging, so reichte es doch aus damit eine tschechische Mannschaft bei den Olympischen Spielen 2000 in Sydney antreten durfte.
Hier traf man in der Gruppenphase auf die USA, Kamerun und Kuwait. Am Ende sammelte man nur zwei Punkte durch Unentschieden gegen die USA und Kamerun, was am Ende den letzten Platz bedeutete.

### Seit 2004
Seitdem gelang es der U-21-Mannschaft mehrmals sich für die Endrunde bei einer Europameisterschaft zu qualifizieren. In der Europameisterschaft 2011 kam man einer Teilnahme an den Spielen am dichtesten. Nach der Halbfinalniederlage gegen die Schweiz musste man jedoch im Entscheidungsspiel mit 0:1 Belarus geschlagen geben und verpasste als Vierter die Qualifikation für die Spiele so nur ganz knapp.